# Charles E. Brady
Charles Eldon Brady, Jr., född 12 augusti 1951 i Pinehurst, North Carolina, död 23 juli 2006, var en amerikansk astronaut uttagen i astronautgrupp 14 den 5 december 1992
Asteroiden 7691 Brady är uppkallad efter honom.

## Rymdfärder
- STS-78